# Christian Nau
Pour les articles homonymes, voir Nau.
Christian Nau, né le 27 septembre 1944 à Valenciennes et mort le 5 février 2022 à Cucq, est un pilote de char à voile, de catégorie classe 1 et classe 2 et un écrivain français.
Aux championnats d'Europe de char à voile, il remporte 7 médailles dont une en or en 1966.

## Biographie
Passionné de voile, Christian Nau traverse l’Atlantique Nord en 1983. Il poursuit sur terre ses expéditions en tricycle, train à voile et vélo à voile et en char à voile. Il a écrit plusieurs livres retraçant ses aventures.

## Palmarès

### Championnats d'Europe
- Médaille d'argent en 1973, à Berck,  France
- Médaille de bronze en 1972, à Oostduinkerke,  Belgique
- Médaille d'argent en 1969, à Cherrueix,  France
- Médaille d'or en 1966, à Lytham St Annes,  Royaume-Uni
- Médaille d'argent en 1965, au Touquet,  France
- Médaille de bronze en 1964, à La Panne,  Belgique
- Médaille de bronze en 1963, à Sankt Peter-Ording,  Allemagne[4]

### Records
En 1981, Christian Nau établit un nouveau record de vitesse sur la plage du Touquet-Paris-Plage à la vitesse de 107 km/h.

## Publications
Christian Nau a publié les ouvrages suivants : 
- Le Désert en char à voile : du Sahara aux îles Kerguelen, Paris, coll. « Grands reportages », 1980, 269 p. (ISBN 285-336-1330)[5]
- La Voile : du Sahara au Grœnland, Paris, la Documentation pratique, 1983, 431 p. (ISBN 2-86659-002-3)[6]
- Voiliers des glaces : aux bons soins d'Éole... : Mauritanie, îles Kerguelen, traversée de l'Atlantique Nord vers la banquise, Gröenland, Réunion, Paris ; Montréal (Québec), l'Harmattan, 1999, 431 p. (ISBN 2-7384-7987-1)[7]
- Voiliers des sables : aux bons soins d'Éole : îles Kerguelen, Chine ancienne, Égypte ancienne, Sahara espagnol, Algérie, Sénégal, Réunion, Mauritanie, Paris ; Montréal (Québec), l'Harmattan, 1999, 269 p. (ISBN 2-7384-7986-3)[8]
- Voiliers du rail : ux bons soins d'Éole : Death valley, Île de la Réunion, Île Maurice, Mauritanie, Bolivie, Botswana, Sibérie arctique, Chine, Îles Falkland, Paris ; Montréal (Québec), l'Harmattan, 1999, 268 p. (ISBN 2-7384-8577-4)[9]
- Dictionnaire des îles, Paris, Mango, 2002, 384 p. (ISBN 2-84270-358-8)[10]
- Ils ont, on a, donné leurs noms, Paris, C. Nau, 2005, 708 p. (ISBN 2-35054-002-2)[11]
- Le Touquet-Paris-Plage de A à Z, Montreuil, Éd Henry, 2008, 270 p. (ISBN 978-2-901245-99-5)[12]
- Encyclopédie des tours du monde : sur mer, sur terre et dans les airs, Paris, l'Harmattan, 2012, 415 p. (ISBN 978-2-296-99323-5)[13]
- Tours du monde : en mer, sur terre, dans les airs et dans l'espace, Paris, l'Harmattan, 2017, 418 p. (ISBN 978-2-343-12266-3)[14]
- Dictionnaire des éponymes mondiaux : 10000 références commentées, Paris, l'Harmattan, 2018, 928 p. (ISBN 978-2-343-13439-0)[15]